# Phantasmagoria (Album)
Phantasmagoria ist das dritte Studioalbum der britischen Progressive-Rock-Band Curved Air. Es erschien im Jahr 1972 bei Warner Brothers Records.

## Entstehung und Veröffentlichung
Nach dem zweiten Album verließ der Bassist Ian Eyre die Band und wurde durch Mike Wedgwood ersetzt. Diese Besetzung hielt jedoch nur für das dritte Album der Band, denn nach Phantasmagoria stiegen Francis Monkman, Darryl Way und Florian Pilkington-Miksa aus. Das Album wurde im März 1972 mit einer Reihe von Gastmusikern (u. a. Chris Pyne und Frank Ricotti) in London aufgenommen, die Band und Colin Caldwell produzierten es.

## Titelliste

### Seite 1
1. Marie Antoinette – 6:20
2. Melinda (More or Less) – 3:25
3. Not Quite the Same – 3:44
4. Cheetah – 3:31
5. Ultra-Vivaldi – 1:24

### Seite 2
1. Phantasmagoria – 3:13
2. Whose Shoulder Are You Looking Over Anyway? – 3:23
3. Over and Above – 8:33
4. Once a Ghost, Always a Ghost – 4:21

## Stil
Curved Air spielen auf Phantasmagoria songorientierten, verspielten Progressive Rock mit Einflüssen aus Folk, Jazz und Klassik. Im Vordergrund steht Sonja Kristinas vielseitiger Gesang, die abwechslungsreichen Stücke sind komplex strukturiert und mit Gitarre, Violine, Flöte, Keyboards, Bläsern und verschiedenen Schlaginstrumenten reichhaltig instrumentiert. Die Atmosphäre ist oft zerbrechlich und märchenhaft. Der Titel des Albums wurde einer Gedichtsammlung Lewis Carrolls entlehnt.

## Rezeption
Das Album erreichte Platz 20 in den britischen Charts, gilt heute als Höhepunkt im Schaffen der Band und als Klassiker des Progressive Rock. Dave Thompson von Allmusic bezeichnet Phantasmagoria als „fabelhaftes“ und „glänzendes“ Album. Siggy Zielinski von den Babyblauen Seiten findet es „originell, naiv und intelligent zugleich“, für Achim Breiling gehört es „sicher zum Besten, was der Britische Prog zu Beginn der 70er Jahre hervorgebracht hat“. Das eclipsed-Magazin nahm Phantasmagoria in seine Liste der 150 wichtigsten Prog-Alben auf.